# إيميليو سالغاري
إيميليو سالغاري (بالإيطالية: Emilio Salgari)‏ هو روائي مغامرات وخيال علمي إيطالي ولد في يوم 21 أغسطس 1862 في مدينة فيرونا في مملكة مملكة لومبارديا فينيشيا، تأثر بالروائي دانتي وهو رائد قصص وسترن سباغيتي ومن أشهر رواياته ألتي أشتهر بها ساندوكان والقرصان الأسود، توفي في يوم 25 أبريل 1911 بعد انتحاره بسبب معاناته النفسية من مرض زوجته.

## روابط خارجية
- إيميليو سالغاري على موقع IMDb (الإنجليزية)
- إيميليو سالغاري على موقع ألو سيني (الفرنسية)
- إيميليو سالغاري على موقع ميوزك برينز (الإنجليزية)
- إيميليو سالغاري على موقع أول موفي (الإنجليزية)
- إيميليو سالغاري على موقع قاعدة بيانات الأفلام السويدية (السويدية)
- إيميليو سالغاري على موقع ديسكوغز (الإنجليزية)
- إيميليو سالغاري على موقع قاعدة بيانات الفيلم (الإنجليزية)
- إيميليو سالغاري على موقع كينوبويسك (الروسية)